# Wäber
Wäber ist ein Familienname.

## Namensträger
- Abraham Wäber (um 1720–1793), Schweizer Bildhauer
- Alois Werner von Wäber (1703–1792), Schweizer Offizier und Politiker
- Franz Xaver von Wäber (1766–1843), Schweizer Politiker
- Heinrich Wäber (1754–1826), schweizerisch-englischer Bildhauer und Designer, siehe Henry Webber
- Johannes Wäber (1499–1577), Schweizer Theologe
- Johann Wäber, eigentlicher Name von John Webber (1751–1793), englischer Maler und Expeditionszeichner
- Paul Wäber (um 1890–1950), Schweizer Jurist

## Fiktives
- Frau Wäber, Komikfigur von Hansy Vogt